# Prosotas semperi
Prosotas semperi är en fjärilsart som beskrevs av Hans Fruhstorfer 1916. Prosotas semperi ingår i släktet Prosotas och familjen juvelvingar. Inga underarter finns listade i Catalogue of Life.